# Axyris
Axyris là chi thực vật có hoa trong họ Amaranthaceae.